# Eiphosoma shaghi
Eiphosoma shaghi är en stekelart som beskrevs av Ian D. Gauld 2000. Eiphosoma shaghi ingår i släktet Eiphosoma och familjen brokparasitsteklar. Inga underarter finns listade i Catalogue of Life.